# Melanohalea
Melanohalea es un género de líquenes foliosos de la familia Parmeliaceae. Contiene 30 especies, la mayoría del hemisferio norte, que crecen sobre corteza o madera. El género se caracteriza por la presencia de pseudocifelas (poros diminutos que permiten el intercambio de gases), normalmente en las verrugas o en las puntas de los isidios, un epicórtex sin poros y una médula que contiene depsidonas o carece de metabolitos secundarios. Melanohalea se circunscribió en 2004 como un segregado del género Melanelia, morfológicamente similar, que se creó en 1978 para ciertas especies pardas de Parmelia. Los métodos utilizados para estimar la historia evolutiva de Melanohalea sugieren que su diversificación se produjo principalmente durante el Mioceno y el Plioceno.
Las especies de Melanohalea habitan principalmente en la corteza y la madera en el Holártico, y sólo unas pocas se extienden hasta el hemisferio sur y aparecen raramente en las rocas. Cabe destacar que Melanohalea peruviana, en los Andes peruanos, y M. mexicana, en México, representan la limitada distribución tropical del género. La distribución de estos líquenes, que son indicadores sensibles de los efectos del clima y la contaminación, está determinada en gran medida por factores ecológicos y geográficos actuales. Ciertas especies muestran vulnerabilidad al cambio climático y a los contaminantes ambientales. Se sabe que muchas especies de hongos liquenícolas parasitan los líquenes. Varias especies de Melanohalea figuran como amenazadas o en peligro crítico en las listas rojas nacionales de toda Europa, lo que refleja sus distintos niveles de amenaza debido a la pérdida de hábitat, la contaminación y el cambio climático. Sólo M. halei ha sido evaluada globalmente por la UICN y figura en la lista de especies menos preocupantes debido a su amplia distribución y a la estabilidad de su población.

## Taxonomía
Melanohalea fue circunscrito en 2004 por los liquenólogos Oscar Blanco, Ana Crespo, Pradeep Divakar, Theodore Esslinger, David L. Hawksworth y H. Thorsten Lumbsch. Es un segregado de Melanelia, un género creado en 1978 para contener las especies pardas de Parmelia. La circunscripción de este género fue cuestionada posteriormente, especialmente después de que estudios de filogenética molecular publicados en 2004 y 2006 demostraran que no era monofilético. Posteriormente, se crearon dos géneros, Melanelixia y Melanohalea.
Melanohalea comprendía originalmente 19 especies, con M. exasperata como especie tipo. Las especies transferidas a Melanohalea estaban anteriormente incluidas en la sección Vainioellae del género Melanelia. Esta sección, a su vez, derivaba de Parmelia subgénero Euparmelia sect. Vainioellae, propuesta originalmente por Vilmos Gyelnik en 1932. La sección Vainioellae incluía «parmelioides marrones» con lóbulos anchos, redondeados a alargados y predominantemente planos. Los «parmelioides marrones» se refieren a las especies de Parmelia que carecen de atranorina o ácido úsnico en la corteza, con un talo de color oscuro a marrón medio. El análisis filogenético molecular ha demostrado que el género Melanohalea forma parte del clado «Melanohalea», un linaje que incluye a la mayoría de los otros «parmelioides marrones». Otros géneros de este clado son Emodomelanelia, Melanelixia, Montanelia y Pleurosticta.
El nombre del género combina Melanelia con el nombre del liquenólogo Mason Hale, quien, según los autores, «proporcionó las bases para las posteriores contribuciones a nuestro conocimiento de esta familia».

## Diversificación
Los métodos utilizados para estimar la divergencia evolutiva de los taxones, incluido el proceso de coalescencia multiespecífica, sugieren que la mayor parte de la diversificación de Melanohalea se produjo a lo largo del Mioceno (23,03 millones a 5,333 millones BP) y el Plioceno (5,333 millones a 2,58 millones BP). Las estimaciones de divergencia también sugieren que, aunque la diversificación se produjo durante los ciclos glaciares del Pleistoceno, no estuvo acompañada de especiación en Melanohalea.

## Descripción

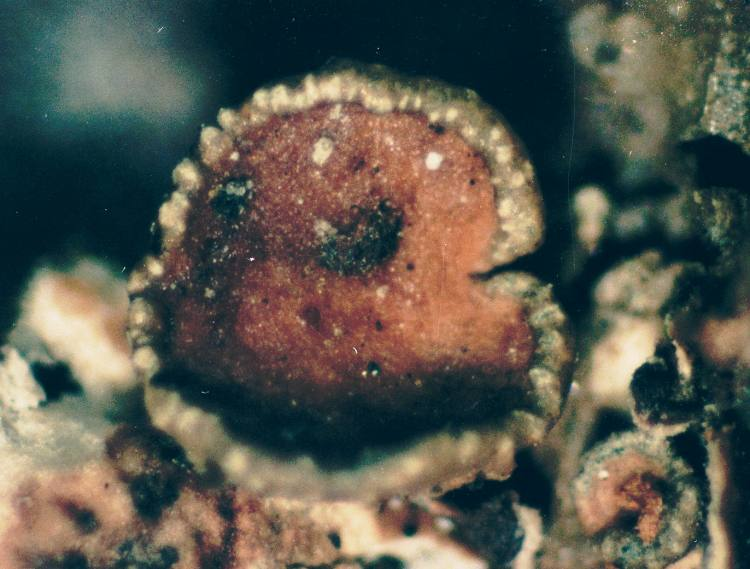
Detalle del apotecio de un espécimen de herbario de Melanohalea olivacea que muestra pseudocifelas blancas en el margen

Los líquenes Melanohalea tienen un talo folioso que está poco o moderadamente adherido a su sustrato. Los lóbulos que componen el talo son de planos a cóncavos con puntas redondeadas, carecen de cilios y miden entre 0,5 y 7 mm de ancho. La superficie superior del talo es de color verde oliva a marrón oscuro, con una textura que varía de lisa a arrugada, y carece de manchas. Suele presentar pseudocifelas en las verrugas o en las puntas de los isidios; la presencia de soredios e isidios es variable. La corteza superior es paraplectenquimatosa (una disposición celular en la que las hifas están orientadas en todas las direcciones) y mide entre 10 y 16 mm de grosor. El epicórtex no tiene poros, a diferencia del género Melanelixia. La médula es blanca y la superficie inferior del talo es lisa y plana, de color marrón pálido a negro. Las rizinas son simples (es decir, no ramificadas), y del mismo color que la superficie inferior.
Los ascomatas (cuerpos fructíferos) son apoteciales, laminares y de sésiles a más o menos pedicelados. El disco apotecial es marrón y no está perforado. Inicialmente es cóncavo, pero se vuelve convexo con la edad. El anfitecio (capa de células que rodea al apotecio) presenta papilas pseudocifeladas, sin manchas ni puntos. Los ascos son alargados, en forma de garrote (clavados), de tipo Lecanora y engrosados en la punta. Carecen de pico apical interno y tienen entre 8 y 32 esporas. Las ascosporas de Melanohalea son de esféricas a ovoides o elipsoides, de paredes finas, incoloras y miden 5,5-20 por 4-12,5 μm. Los conidiomas son picnidiales, inmersos y laminares. La forma de los conidios varía de cilíndrica a fusiforme (en forma de huso); son simples (es decir, carecen de tabiques llamados septos), incoloros y miden 5-8,5 μm de largo por 1 μm de ancho. El fotobionte del liquen es trebouxioide, es decir, parecido o perteneciente al género de algas verdes Trebouxia.

### Química
La corteza de los líquenes Melanohalea tiene un pigmento marrón, pero carece de otros compuestos. Todas las pruebas químicas son negativas en la corteza. La médula contiene depsidonas (incluyendo fumarprotocetrárico, protocetrárico y ácido nórtico) o carece de metabolitos secundarios. Dependiendo de la especie, los resultados de la prueba de manchas en la médula son K- o K+ (amarillo a rojo), KC- o KC+ (rosa), y P- o P+ (rojo, rojo-naranja, o amarillo a naranja). M. nilgirica contiene el compuesto alifático ácido caperático, que es raro en los líquenes parmelioides pardos, del que sólo se sabe que existe en Melanelia stygia, la especie tipo de Melanelia. Por este motivo se ha cuestionado su inclusión en Melanohalea. Las paredes celulares de los líquenes de Melanohalea contienen el compuesto α-glucano isolichenan.

### Géneros similares
Melanohalea puede confundirse con algunas especies marrones de Xanthoparmelia, que antes se clasificaban como Neofuscelia. Pueden diferenciarse por sus distintas reacciones al ácido nítrico; las especies marrones de Xanthoparmelia suelen tener una reacción azul verdosa, mientras que Melanohalea no muestra ninguna reacción. Además, la composición de la pared celular de Melanohalea difiere, ya que consiste en isolichenan en lugar del polisacárido tipo Xanthoparmelia (lichenan). Pleurosticta, aunque similar a Melanohalea, se caracteriza por lóbulos más anchos, una red de poros epicorticales y un pigmento que se vuelve violeta al reaccionar tanto con hidróxido de potasio (K) como con ácido nítrico (N). Melanelixia se identifica por su epicórtex poroso y la ausencia de pseudocifelas, mientras que Melanelia se distingue por sus pseudocifelas planas y extendidas, a diferencia de las pseudocifelas elevadas de Melanohalea.

## Hábitat y distribución

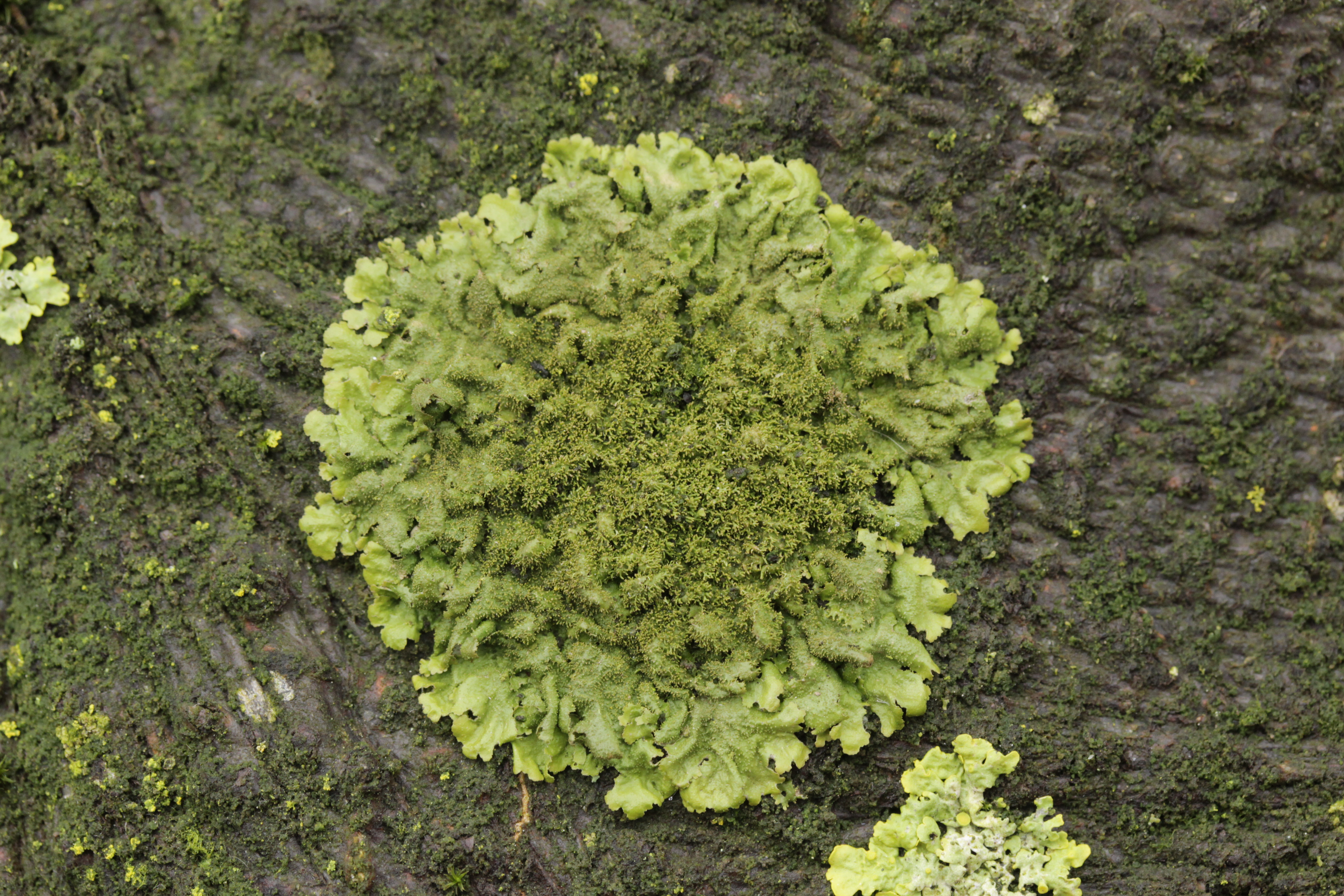
Melanohalea elegantula

La mayoría de las Melanohalea crecen principalmente sobre corteza y madera en todo el Holártico; sólo cuatro especies crecen en el Hemisferio Sur. Ocasionalmente, se encuentran creciendo sobre rocas. Melanohalea peruviana es la única especie del género que ha sido reportada en Sudamérica tropical, aunque es poco conocida - una única colección de una altitud de 4.400 pies (1.300 m) en los Andes peruanos. La única otra especie de Melanohalea encontrada en un hábitat tropical es M. mexicana, una especie de las tierras altas del centro sur de México, y una de las tres especies de Melanohalea que se conocen en ese país. Ocho miembros del género se encuentran en China; cinco en Gran Bretaña e Irlanda, y siete en la flora liquénica nórdica. Las cinco especies de Melanohalea que se encuentran en Groenlandia pueden desempeñar un papel en el seguimiento del impacto del cambio climático, ya que los líquenes ártico-alpinos son sensibles a las fluctuaciones de la temperatura de los climas invernales, y las heladas invernales afectan a los ecosistemas dominados por líquenes.  Del mismo modo, un estudio sobre el efecto de la contaminación atmosférica en los alrededores de la capital de Mongolia, Ulan Bator, mostró daños generalizados en diversos líquenes (en los que el talo estaba blanqueado, deformado o de tamaño reducido), entre ellos Melanohalea septentrionalis.
La mayoría de las especies de Melanohalea tienen una amplia distribución geográfica, aunque hay algunas que tienen áreas de distribución más restringidas. Otte y sus colegas sugirieron en un estudio de 2005 que los patrones de distribución de Melanohalea están determinados en gran medida por factores ecogeográficos contemporáneos, y que la mayoría de las especies han alcanzado sus límites biogeográficos en el hemisferio norte. Las distribuciones de M. elegantula y M. exasperatula parecen estar afectadas por factores antropogénicos, como la eutrofización y la contaminación atmosférica. Melanohalea olivacea y M. septentrionalis, ambas especies circumpolares tolerantes al frío, tienen el límite suroccidental de su área de distribución en Suiza. Se consideran reliquias de la última glaciación y son vulnerables al calentamiento global en ese país.

## Interacciones entre especies

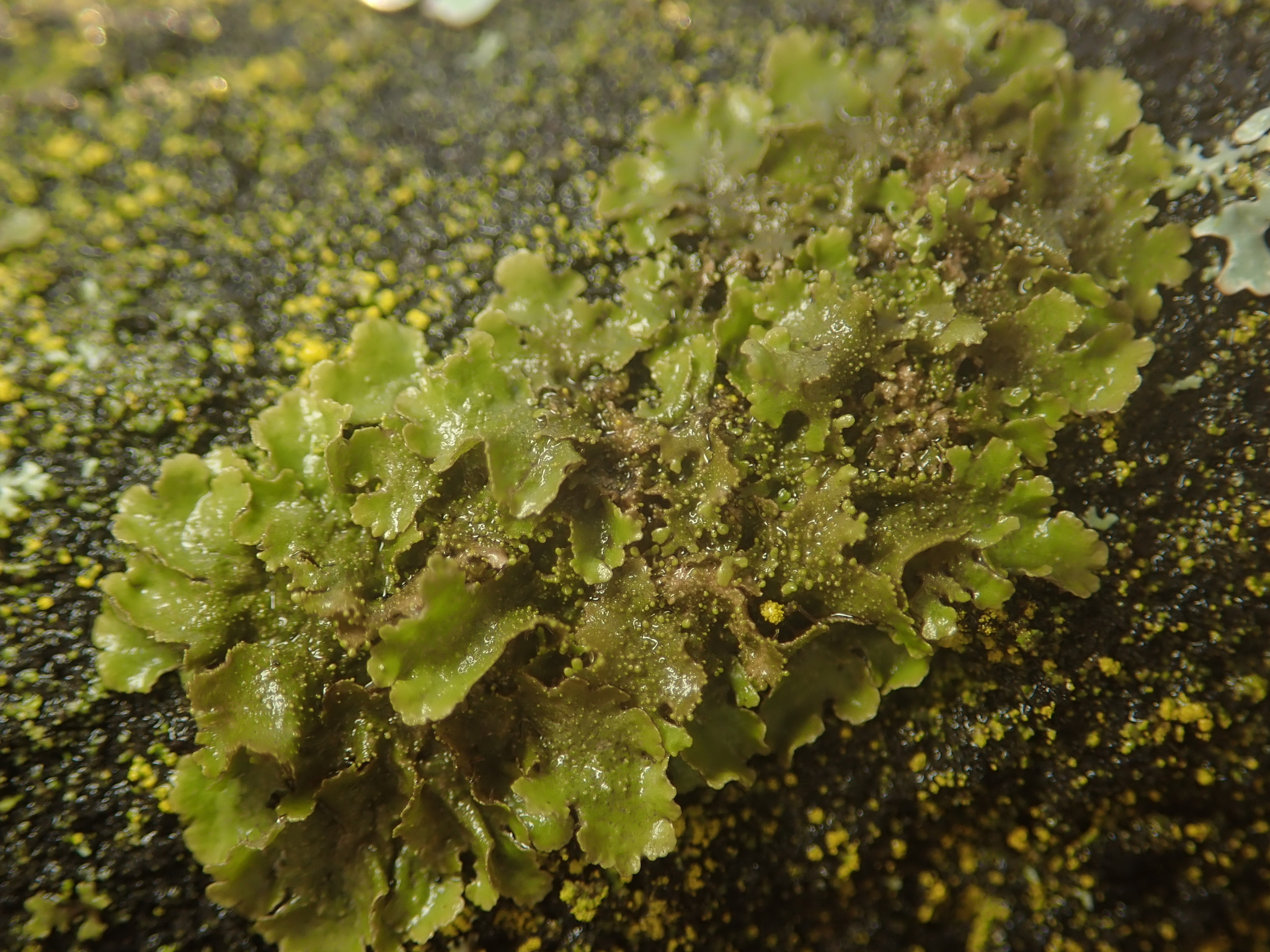
Melanohalea exasperatula

Se han registrado varias especies de hongos liquenícolas creciendo sobre especies de Melanohalea. Entre ellas se encuentran Epithamnolia xanthoriae, Xenonectriella septemseptata, Plectocarpon melanohaleae (sobre M. ushuaiensis), Abrothallus bertianus, Zwackhiomyces melanohaleae (sobre M. exasperata), Phoma melanohaleicola (en M. exasperata), Didymocyrtis consimilis, Stigmidium exasperatum (en M. exasperata), Sphaeropezia melaneliae (en M. olivacea), Arthrorhaphis olivaceae (en M. olivacea), Epithamnolia xanthoriae, Xenonectriella septemseptata, Plectocarpon melanohaleae (en M. ushuaiensis), y Stagonospora exasperatulae (en M. exasperatula). Crittendenia coppinsii (en M. exasperatula). Recientes revisiones del poco conocido género liquenicoloso Crittendenia (Pucciniomycotina) revelaron a Crittendenia coppinsii (sobre M. exasperatula) y C. crassitunicata (sobre M. ushuaiensis) como parásitos del género.

## Conservación
Melanohalea septentrionalis figura como especie en peligro en la Lista Roja de Suiza. Melanohalea exasperata figura en la Lista Roja nacional de Alemania y en la Lista Roja de líquenes extintos y vulnerables de Polonia. Aunque M. olivacea no figura en esta lista debido a la incertidumbre sobre su estatus taxonómico, ha sido clasificada de forma preliminar como especie en peligro crítico en Suiza según los criterios de la Lista Roja de la UICN. M. elegantula figura en la lista roja de Suecia. Melanohalea halei es la única especie de este género que ha sido evaluada para la lista roja mundial de la UICN. Debido a su amplia distribución geográfica, la amplitud de sus nichos ecológicos y el tamaño grande y estable de su población, ha sido evaluada como especie de preocupación menor.

## Especies
Melanohalea incluía originalmente 19 especies transferidas de Melanelia. En los años siguientes, se describieron nuevas especies del género en la India, el Tíbet, México y Perú. En 2016, Leavitt y sus colegas utilizaron análisis genéticos para ayudar a identificar seis especies morfológicamente crípticas no descritas previamente en Melanohalea. A partir de enero de 2025, Species Fungorum acepta 30 especies de Melanohalea.

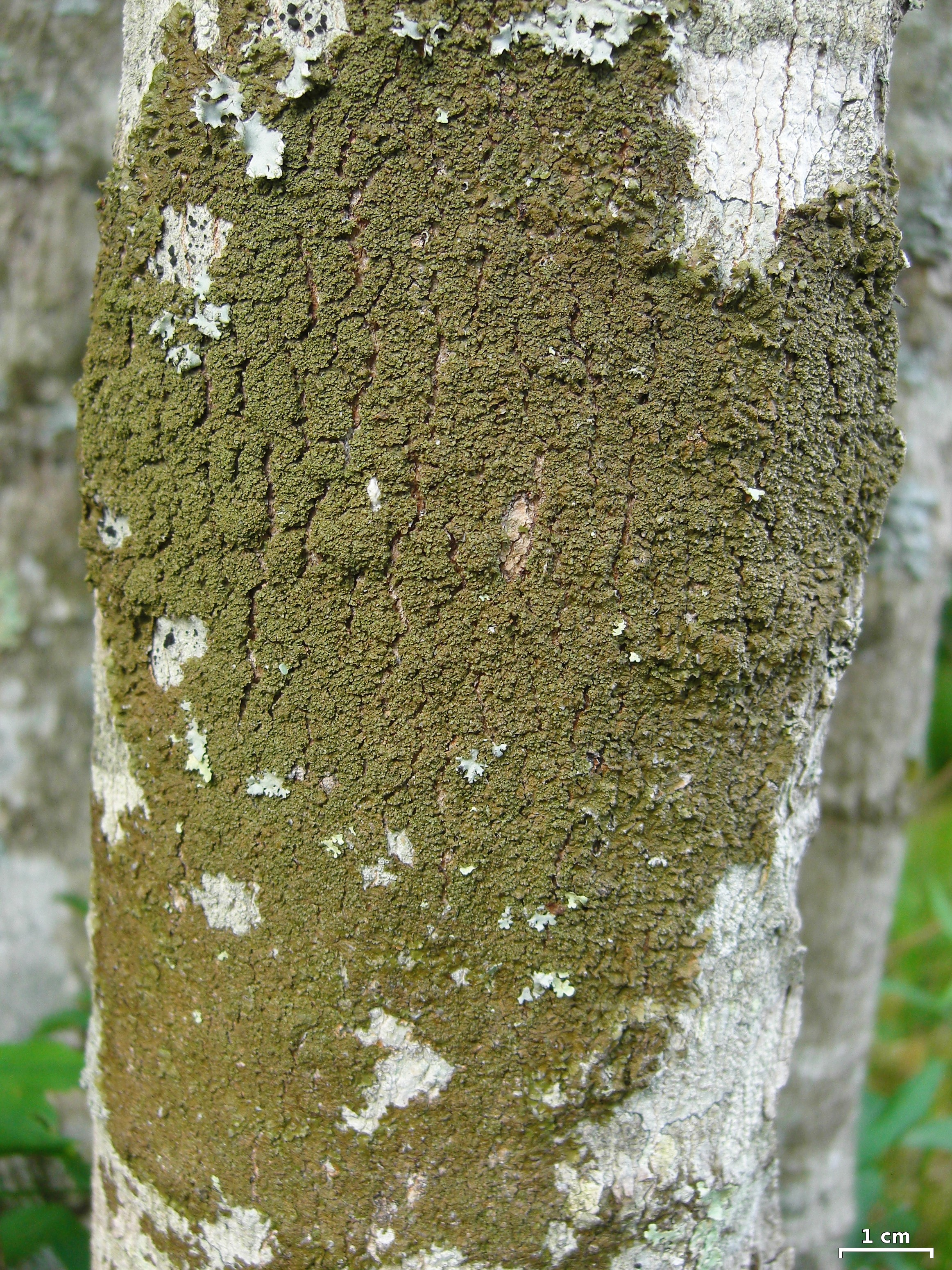
Melanohalea halei

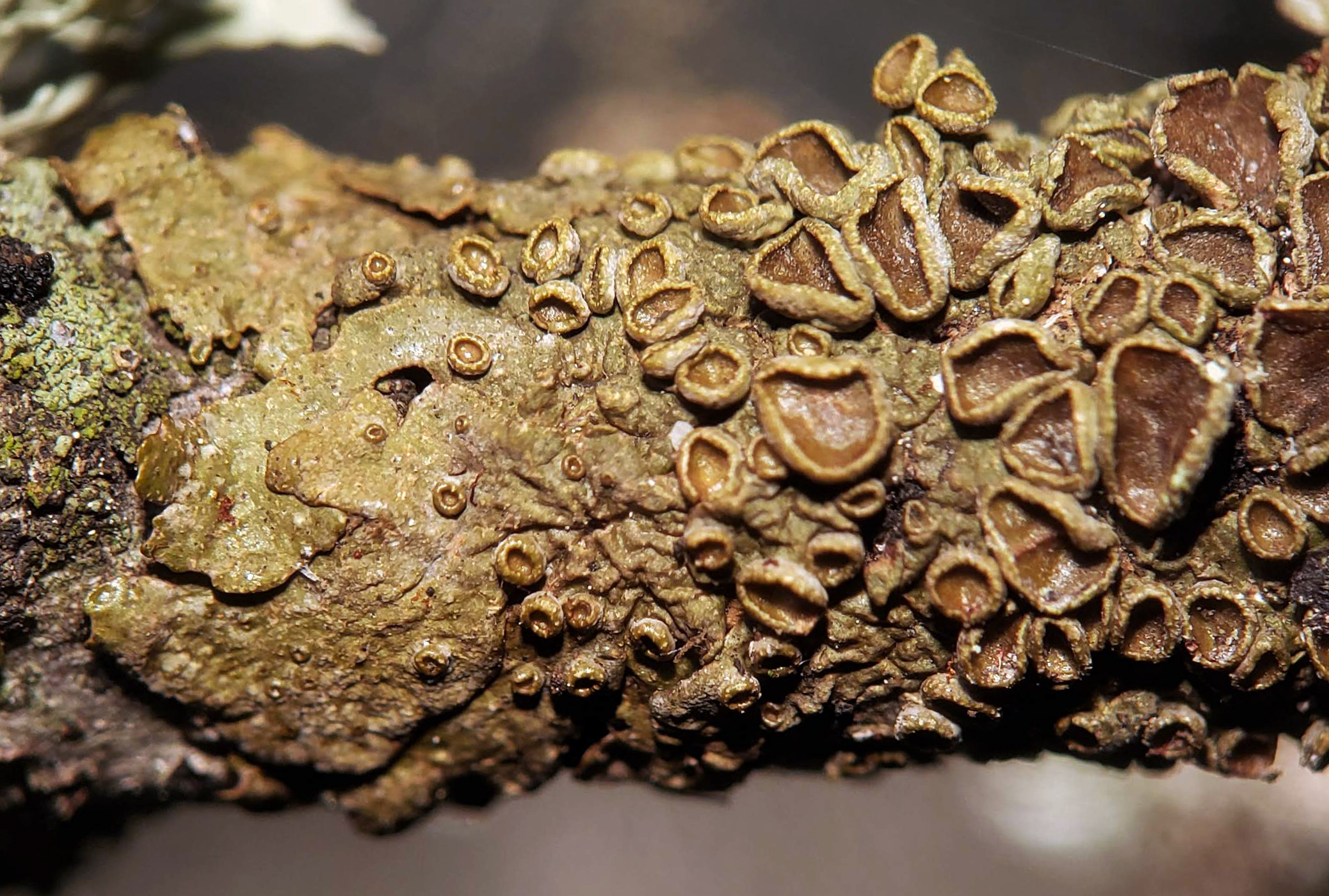
Melanohalea subolivacea

- Melanohalea austroamericana Essl., Divakar, A.Crespo, S.D.Leav. & Lumbsch (2016)[29]
- Melanohalea beringiana S.D.Leav., Essl., Divakar, A.Crespo & Lumbsch (2016)[29]
- Melanohalea clairi S.D.Leav., Essl., Divakar, A.Crespo & Lumbsch (2016)[29]
- Melanohalea columbiana S.D.Leav., Essl., Divakar, A.Crespo & Lumbsch (2016)[29]
- Melanohalea davidii S.D.Leav., Essl., Divakar, A.Crespo & Lumbsch (2016)[29]
- Melanohalea elegantula (Zahlbr.) O.Blanco, A.Crespo, Divakar, Essl., D.Hawksw. & Lumbsch (2004)
- Melanohalea exasperata (De Not.) O.Blanco, A.Crespo, Divakar, Essl., D.Hawksw. & Lumbsch (2004)
- Melanohalea exasperatula (Nyl.) O.Blanco, A.Crespo, Divakar, Essl., D.Hawksw. & Lumbsch (2004)
- Melanohalea gomukhensis (Divakar, Upreti & Elix) O.Blanco, A.Crespo, Divakar, Essl., D.Hawksw. & Lumbsch (2004)
- Melanohalea halei (Ahti) O.Blanco, A.Crespo, Divakar, Essl., D.Hawksw. & Lumbsch (2004)
- Melanohalea inactiva (P.M.Jørg.) O.Blanco, A.Crespo, Divakar, Essl., D.Hawksw. & Lumbsch (2004)
- Melanohalea infumata (Nyl.) O.Blanco, A.Crespo, Divakar, Essl., D.Hawksw. & Lumbsch (2004)
- Melanohalea laciniatula (Flagey ex H.Olivier) O.Blanco, A.Crespo, Divakar, Essl., D.Hawksw. & Lumbsch (2004)
- Melanohalea lobulata F.G.Meng & H.Y.Wang (2009)[31] – Tibet
- Melanohalea mexicana Essl. & R.-E.Pérez (2010)[13] – Mexico
- Melanohalea multispora (A.Schneid.) O.Blanco, A.Crespo, Divakar, Essl., D.Hawksw. & Lumbsch (2004)
- Melanohalea nilgirica Divakar & Upreti (2005)[10] – India
- Melanohalea olivacea (L.) O.Blanco, A.Crespo, Divakar, Essl., D.Hawksw. & Lumbsch (2004)
- Melanohalea olivaceoides (Krog) O.Blanco, A.Crespo, Divakar, Essl., D.Hawksw. & Lumbsch (2004)
- Melanohalea peruviana Essl. (2012)[12] – Peru
- Melanohalea poeltii (Essl.) O.Blanco, A.Crespo, Divakar, Essl., D.Hawksw. & Lumbsch (2004) – Nepal; India[10]
- Melanohalea septentrionalis (Lynge) O.Blanco, A.Crespo, Divakar, Essl., D.Hawksw. & Lumbsch (2004) – North America; Europe; Asia[15]
- Melanohalea subelegantula (Essl.) O.Blanco, A.Crespo, Divakar, Essl., D.Hawksw. & Lumbsch (2004) – western North America; Tibet
- Melanohalea subexasperata F.G.Meng & H.Y.Wang (2010) – Tibet[32]
- Melanohalea subolivacea (Nyl. ex Hasse) O.Blanco, A.Crespo, Divakar, Essl., D.Hawksw. & Lumbsch (2004)
- Melanohalea subverruculifera (J.C.Wei & Y.M.Jiang) O.Blanco, A.Crespo, Divakar, Essl., D.Hawksw. & Lumbsch (2004)
- Melanohalea tahltan S.D.Leav., Essl., Divakar, A.Crespo & Lumbsch (2016)[29]
- Melanohalea trabeculata (Ahti) O.Blanco, A.Crespo, Divakar, Essl., D.Hawksw. & Lumbsch (2004)
- Melanohalea ushuaiensis (Zahlbr.) O.Blanco, A.Crespo, Divakar, Essl., D.Hawksw. & Lumbsch (2004)
- Melanohalea zopheroa (Essl.) O.Blanco, A.Crespo, Divakar, Essl., D.Hawksw. & Lumbsch (2004)